# Rugby Viadana 2013-2014

## Eccellenza 2013-14

### Stagione regolare
| Incontro                | Andata | Ritorno |
| ----------------------- | ------ | ------- |
| Reggio Emilia — Viadana | 19-41  | 0-24    |
| Viadana — Rovigo        | 14-19  | 20-26   |
| Viadana — San Donà      | 33-15  | 23-22   |
| Petrarca — Viadana      | 22-5   | 20-10   |
| Viadana — Capitolina    | 57-0   | 33-7    |
| Viadana — Fiamme Oro    | 32-21  | 31-24   |
| S.S. Lazio — Viadana    | 3-28   | 30-26   |
| Viadana — Calvisano     | 16-22  | 26-32   |
| I Cavalieri — Viadana   | 22-14  | 14-44   |
| Viadana — Mogliano      | 13-13  | 19-12   |

#### Risultati della stagione regolare
| Posizione | G  | V  | N | P | PF  | PS  | DP   | B  | Pt |
| --------- | -- | -- | - | - | --- | --- | ---- | -- | -- |
| 4ª        | 20 | 11 | 1 | 8 | 509 | 343 | +166 | 15 | 61 |

### Fase finale
| Turno | Incontro            | Andata | Ritorno |
| ----- | ------------------- | ------ | ------- |
| SF    | Viadana — Calvisano | 19-30  | 14-65   |

## European Challenge Cup 2013-14

### Prima fase

#### Girone 4
| Incontro               | Andata | Ritorno |
| ---------------------- | ------ | ------- |
| Viadana — London Wasps | 17-90  | 17-64   |
| Grenoble — Viadana     | 40-7   | 19-19   |
| Bayonne — Viadana      | 63-7   | 80-19   |

##### Risultati del girone 4
| Posizione | G | V | N | P | PF | PS  | DP   | B | Pt |
| --------- | - | - | - | - | -- | --- | ---- | - | -- |
| 4ª        | 6 | 0 | 1 | 5 | 86 | 356 | -270 | 0 | 2  |

## Verdetti
- Viadana qualificato alla Qualifying Competition 2015.